# オーラサウンド
オーラサウンド（Aurasound ）はアメリカ合衆国カリフォルニア州サンタフェ・スプリングスに本拠地を置くスピーカー製造会社である。
NRT（Neo-Radial Technology ） という独特の磁気回路により小型で高効率なドライバーと、ウーファー、サブウーファー向けの低音用ドライバーを有していることが特徴。
近年は主に高級スピーカーブランドへのドライバーのOEM供給をおこなっている。日本のスピーカーユニットメーカーとは別の会社である。